# アイヴァゾフスキー国立美術館
アイヴァゾフスキー国立美術館（Феодосійська національна картинна галерея、Kefedeki milliy resimler galereyası、Феодосийская картинная галерея имени И. К. Айвазовского）は、クリミアのフェオドシヤにある国立美術館で、ウクライナで最も古い美術館の一つである。海洋画家イヴァン・アイヴァゾフスキーが1845年に自宅で始めた私設展覧会を起源とし、彼の作品を中心としたコレクションを展示する。アイヴァゾフスキーの死後、1900年に彼の遺言によりフェオドシヤ市に譲渡された。

## 歴史
アイヴァゾフスキー国立美術館は、1845年にイヴァン・アイヴァゾフスキーが自宅で開催した展覧会に始まる。この最初の展示では、彼の49点の絵画が公開された。1880年には自宅に新たな展示ホールが増築され、美術館としての機能が強化された。この美術館は、ロシア帝国でエルミタージュ美術館、トレチャコフ美術館に次ぐ3番目の美術館として知られた。
1920年末、フェオドシヤのチェーカー（ソビエト秘密警察）支部が美術館の建物を使用し、一部の絵画が損傷を受けた。1922年以降、美術館はソビエト連邦の国有博物館となり、現在の形に発展した。
1930年には、彫刻家イリヤ・ギンズブルクによるアイヴァゾフスキーの記念碑が美術館本館前に建立され、「フェオドシヤからアイヴァゾフスキーへ」の銘文が刻まれた。

## コレクション
美術館のコレクションは、海洋をテーマにした約12,000点の作品で構成され、アイヴァゾフスキーの作品417点を含む世界最大のコレクションを誇る。本館では、アイヴァゾフスキーの海洋画、彼の家族の歴史、美術館の歴史を紹介する展示が行われている。
別棟（アイヴァゾフスキーの姉の家）では、神話や聖書の主題の絵画、18～19世紀の外国の海洋画、キンメリア派（クリミアの風景画）の作品を展示。キンメリア派の代表的な画家には、イサーク・レヴィタン、マクシミリアン・ヴォロシン、レフ・ラゴリオ、コンスタンチン・ボガエフスキー、ミハイル・ラトリー、アドルフ・フェスラー、アルヒプ・クインジらが含まれる。

## ギャラリー
- アイヴァゾフスキーの自画像、1881年
- 『波の間で』、1898年
- 『ブリッグ「マーキュリー」が二隻のトルコ船に攻撃される（英語版）』、1892年
- 『海の海岸』、1886年
- イタリアの風景『マッジョーレ湖の夕暮れ』、1858年
- 『チェシュメの戦い（英語版）の夜』、1848年